# Nguyễn Xuân Ký
Nguyễn Xuân Ký (sinh ngày 10 tháng 7 năm 1972) là một chính trị gia người Việt Nam. Ông sinh tại xã Xuân Đài, huyện Xuân Trường, tỉnh Nam Định. Ông nguyên là Ủy viên Ban Chấp hành Trung ương Đảng khóa XIII, Ủy viên Ban Chấp hành Đảng ủy Quân khu 3, Bí thư Tỉnh ủy Quảng Ninh, Chủ tịch HĐND tỉnh Quảng Ninh.

## Thân thế sự nghiệp

### Tỉnh Quảng Ninh
Từ tháng 9/1990 đến tháng 5/1993, Học viên Cao Đẳng Chí Linh, Hải Dương , Bí thư chi đoàn Tuyển khoáng 31; Phó Bí thư Đoàn trường Trung cấp Kỹ thuật Mỏ, Ủy viên Ban Tuyên huấn Đảng ủy (Nay là Trường Đại học Công nghiệp Quảng Ninh, Bộ Công Thương)
Từ tháng 3/1993 đến tháng 5/1996, Ủy viên Ban Thường vụ Thường trực Huyện Đoàn Đông Triều, Quảng Ninh.
Từ tháng 5/1996 đến tháng 10/1997, Cán bộ Ban Thanh thiếu nhi - Trường học Tỉnh đoàn Quảng Ninh.
Từ tháng 10/1997 đến tháng 12/1997, Ủy viên Ban Thường vụ Tỉnh Đoàn, Phó Ban Tư tưởng Văn hóa Tỉnh Đoàn Quảng Ninh.
Từ tháng 12/1997 đến tháng 5/2001, Ủy viên Ban Thường vụ Tỉnh Đoàn, Trưởng Ban Tư tưởng Văn hóa Tỉnh Đoàn Quảng Ninh.
Từ tháng 5/2001 đến tháng 5/2006, Ủy viên Ban Thường vụ Tỉnh Đoàn, Trưởng ban Tổ chức - Kiểm tra Tỉnh Đoàn Quảng Ninh.
Từ tháng 5/2006 đến tháng 2/2009, Phó Bí thư Tỉnh Đoàn - Chủ nhiệm UBKT Tỉnh Đoàn, Chủ tịch Hội đồng Đội tỉnh, Phó Bí thư Đảng ủy cơ quan Tỉnh Đoàn.
Từ tháng 1/2010 đến tháng 12/2011, Tỉnh ủy viên,Ủy viên BCHTW Đoàn, Bí thư Tỉnh Đoàn, Chủ tịch Hội liên hiệp Thanh niên Việt Nam tỉnh Quảng Ninh, Bí thư Đảng ủy cơ quan Tỉnh Đoàn, Đại biểu Hội đồng nhân dân tỉnh Quảng Ninh khóa XII.
Từ tháng 12/2011 đến tháng 12/2013, Tỉnh ủy viên, Chánh Văn phòng Tỉnh ủy Quảng  Ninh, Đại biểu Hội đồng nhân dân tỉnh Quảng Ninh khóa XII.
Từ tháng 12/2013 đến tháng 5/2016, Tỉnh ủy viên khóa XIII, Ủy viên BTV Tỉnh ủy khóa XIV,  Bí thư Thành ủy Móng Cái, Đại biểu Hội đồng nhân dân tỉnh Quảng Ninh khóa XII
Từ 6/2016 đến tháng 11/2018, Tại kỳ họp thứ nhất HĐND tỉnh khóa XIII, nhiệm kỳ 2016-2021, ông được bầu Phó Chủ tịch HĐND tỉnh Quảng Ninh
Ngày 29/11/2018, tại thành phố Hạ Long, Ban Chấp hành Đảng bộ tỉnh Quảng Ninh khóa XIV đã tổ chức Hội nghị lần thứ 30, ông được bầu Phó bí thư tỉnh ủy Quảng Ninh cùng với ông Ngô Hoàng Ngân. Sau đó ông được phân công làm Phó Bí thư Thường trực Tỉnh ủy tỉnh Quảng Ninh.
Ngày 5/7/2019, các đại biểu HĐND tỉnh Quảng Ninh đã bỏ phiếu bầu ông Nguyễn Xuân Ký, Phó Bí thư Thường trực Tỉnh ủy Quảng Ninh giữ chức vụ Chủ tịch HĐND tỉnh Quảng Ninh, khóa XIII, nhiệm kỳ 2016-2021 với 71/71 phiếu tán thành, đạt tỷ lệ 100% đại biểu dự Kỳ họp. Hiện nay Hội đồng nhân dân tỉnh Quảng Ninh có hai Phó Chủ tịch là bà Trịnh Thị Minh Thanh và ông Nguyễn Văn Hồi.
Ngày 6/9/2019, Ban Chấp hành Đảng bộ tỉnh Quảng Ninh khóa XIV đã tổ chức Hội nghị lần thứ 42, để giới thiệu và bầu chức danh Bí thư Tỉnh ủy Quảng Ninh khóa XIV, nhiệm kỳ 2015-2020. Hội nghị đã tiến hành bỏ phiếu, kết quả ông Nguyễn Xuân Ký đã trúng cử chức danh Bí thư Tỉnh ủy Quảng Ninh, khóa XIV, nhiệm kỳ 2015-2020 với 53/53 phiếu đồng ý, đạt tỷ lệ 100%.
Từ ngày 05 tháng 11 năm 2019, ông tham gia lớp bồi dưỡng kiến thức mới cho cán bộ quy hoạch khóa XIII tại Học viện Chính trị Quốc gia Hồ Chí Minh.
Ngày 26/9/2020, Đại hội đại biểu Đảng bộ tỉnh Quảng Ninh khóa XV (nhiệm kỳ 2020-2025) đã bầu ông Nguyễn Xuân Ký tiếp tục giữ chức Bí thư Tỉnh ủy khóa XV, nhiệm kỳ 2020-2025 với số phiếu 53/53, đạt tỉ lệ 100%.
Từ ngày 08 tháng 1 năm 2021, theo Quyết định số 56/QĐ-UBND của Ủy ban nhân dân tỉnh Quảng Ninh, Ông là Chủ tịch Ủy ban bầu cử đại biểu Quốc hội khóa 15 và đại biểu Hội đồng nhân dân tỉnh Quảng Ninh, nhiệm kỳ 2021-2026.

### Trung uơng Đảng
Ngày 30 tháng 1 năm 2021, tại Hà Nội, Đại hội Đại biểu toàn quốc lần thứ XIII của Đảng Cộng Sản Việt Nam, ông Nguyễn Xuân Ký đã được bầu vào Ban Chấp hành Trung ương Đảng Cộng sản Việt Nam khóa XIII với số phiếu được cho là rất cao. Số phiếu này của ông được cho là trùng và bằng với số phiếu của ông Nguyễn Văn Thắng, Bí thư Tỉnh ủy Điện Biên (nguyên là Phó Bí thư Tỉnh ủy, Chủ tịch Ủy ban nhân dân tỉnh Quảng Ninh).